# IC 659
IC 659 је елиптична галаксија у сазвјежђу Лав која се налази на листи објеката дубоког неба у Индекс каталогу.
Деклинација објекта је - 6° 15' 36" а ректасцензија 10h 58m 3,8s. Привидна величина (магнитуда) објекта IC 659 износи 14,3 а фотографска магнитуда 15,3. IC 659 је још познат и под ознакама MCG -1-28-10, NPM1G -05.0380, PGC 32979.